# Ordos (miasto)
Ordos (chiń. 鄂尔多斯; pinyin È’ěrduōsī; mong. Ordus) – miasto o statusie prefektury miejskiej w Chinach, w regionie autonomicznym Mongolia Wewnętrzna. W 1999 roku na obszarze prefektury miejskiej zamieszkiwało 1 296 697 osób.

## Podział administracyjny
Prefektura miejska Ordos podzielona jest na:
- dzielnicę: Dongsheng,
- 7 chorągwi: chorągiew Dalad, chorągiew Jungar, przednia chorągiew Otog, chorągiew Otog, chorągiew Hanggin, chorągiew Uxin, chorągiew Ejin Horo.